# Kuusankoski kyrka
Kuusankoski kyrka (finska: Kuusankosken kirkko) är en kyrka i Kouvola i Kymmenedalen. Den planerades av Armas Lindgren, och blev klar år 1929. Den har grundrenoverats 1988. Kyrkans altartavla Jeesus Getsemanessa är målad av Alvar Cawén. Sidofönstren har glasmålningar av Antti Salmenlinna. Dopskålen i dopkapellet är formgiven av Gunnar Finne.
Kyrkans orgel har 4 stämmor.